# De Huurling
De Huurling (Spaans: El Mercenario) is een reeks fantasy-stripverhalen van de Catalaans-Spaanse stripauteur Vicente Segrelles. De eerste verhalen verschenen in 1980.
Bijzonder is, dat de albums niet getekend zijn in inkt, maar geschilderd in olieverf. Vanaf 1998 werkt de auteur Segrelles ook met de computer, omdat het schilderen een nogal tijdrovend karwei was.

## Verhaal
De verhalen rond De Huurling spelen zich af in de Middeleeuwen rond het jaar 1000. Hoewel de steden en mensen er Europees uitzien, bevindt de wereld zich hoog in de Himalaya, ver weg van de andere beschavingen. In plaats van het rijden op paarden, verplaatsen de ridders zich op vliegende dieren die op draken lijken, dit zijn van dinosauriërs geëvolueerde, gedomesticeerde dieren. Tevens is er sprake van een planeet (Geos), die iedere 3 jaar voorbij komt.
De Huurling wordt door de Orde van de Krater ingehuurd om te strijden tegen naderend onheil, of om anderen te redden.

## Personages
De Huurlingde hoofdpersoon, een verder niet met naam en afkomst bekende ridder en huursoldaat. Hij is geen superheld, maar wel effectief in zijn werk en weet dankzij superieure wapens en listen sterkere tegenstanders de baas te zijn.
Nan-Tayeen jonge vrouw die samen met de Huurling strijdt.
De Lamade hoogste geestelijke uit de Orde van de Krater en de opdrachtgever van de huurling.
Kyeen jonge vrouw, afkomstig van de planeet Geos.
Clausteen alchemist en de slechterik in de meeste Huurling-verhalen. Zijn faam en fortuin behaalt hij met formules, die hij in ruil voor opium en grondstoffen van de Lama krijgt.
Arnoldoeen uit Italië afkomstige uitvinder.

## Albums
De onderstaande albums zijn in het Nederlands vertaald uitgegeven door Arboris. De volgorde komt niet overeen met de oorspronkelijke Spaanstalige reeks, omdat het eerste album, De zwevende vesting (El pueblo del fuego sagrado) uitgegeven werd door Oberon. De reeks werd vanaf 1984 door Arboris uitgegeven, waarna het oorspronkelijke eerste album als derde in de reeks verscheen.
| Nr. | Titel                  | Uitgave | Oorspronkelijke titel       | Oorspronkelijke uitgave |
| --- | ---------------------- | ------- | --------------------------- | ----------------------- |
| 1   | De helse formule       | 1984    | La fórmula                  | 1983                    |
| 2   | De krachtmeting        | 1986    | Las pruebas                 | 1984                    |
| 3   | De zwevende vesting    | 1988    | El pueblo del fuego sagrado | 1982                    |
| 4   | Het offer              | 1988    | El sacrificio               | 1988                    |
| 5   | Het waterfort          | 1991    | La fortaleza                | 1991                    |
| 6   | De zwarte bol          | 1993    | La bola negra               | 1993                    |
| 7   | De reis                | 1995    | El viaje                    | 1995                    |
| 8   | Het jaar 1000          | 1996    | Año mil                     | 1996                    |
| 9   | De verloren voorouders | 1997    | Los ascendientes perdidos   | 1997                    |
| 10  | De reuzen              | 1999    | Gigantes                    | 1998                    |
| 11  | De vlucht              | 2001    | La Huida                    | 2000                    |
| 12  | De ontvoering          | 2002    | El Rescate                  | 2002                    |
| 13  | De opstand             | 2004    | El Rescate 2                | 2003                    |
| 14  |                        |         | El último día               |                         |

In het Arboris Jubileumalbum (t.g.v. het tienjarig bestaan van de uitgeverij in 1991) verscheen een kort verhaal van De Huurling, getiteld De Dokumenten. Dit verhaal is verder niet in albumvorm verschenen. Tevens werd de cover van deze jubileumuitgave gemaakt door Segrelles.
Ook verscheen in 1986 bij de Spaanse uitgever Norma, het verzamelwerk La Fantasia de Segrelles, een verzameling van de illustraties en boekomslagen van Segrelles die hij maakte voor onder andere Alistair MacLean, G.F. Unger, Poul Anderson en nog vele anderen. 